# Longyu

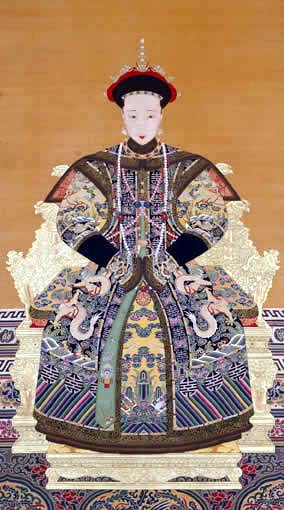
Longyu, Porträt als Kaiserin

Kaiserinwitwe Longyu (隆裕太后, Pinyin: Lóngyù tàihòu, Wade-Giles meist: Lung-Yu, * 28. Januar 1868; † 22. Februar 1913, Taiji-Palst, Verbotene Stadt) aus dem Yehe-Nara Clan war vom 26. Februar 1889 bis zum 14. November 1908 Hauptfrau von Kaiser Guangxu und somit Kaiserin von China. An Guangxus Todestag adoptierte das Kaiserpaar den erst zweijährigen Puyi, für den sie die Vormundschaft übernahm und als Kaiserinwitwe den Ehrennamen Longyu erhielt. Infolge der Revolution des Xinhai-Jahres 1911/12 besiegelte sie im Namen Puyis am 12. Februar 1912 die Abdankung der Qing-Dynastie.

## Abstammung, Namen
Über Longyus Leben ist wenig bekannt. Sie war eine Tochter von Guixiang (1849–1913), einem Bruder von Kaiserinwitwe Cixi, entstammte also dem Yehenara-Clan, der dem Gerahmten Gelben Banner angehörte. Zu dieser Zeit bekamen nur hochrangige männliche Kinder einen offiziellen Namen, alle anderen hatten lediglich einen familieninternen Rufnamen. Als Kaiserin sind verschiedene Rufnamen von ihr überliefert, ob sie offiziell waren und zu welcher Zeit sie verwendet wurden, ist weitgehend unbekannt. Am häufigsten wird sie in der westlichen Literatur (Lady) Yehe-Nara Jingfen und auch Kaiserin Jingfen (靜芬) genannt, jedoch wohl nicht in irgendwelchen offiziellen Dokumenten. In zeitgenössischen Berichten über den Kaiserhof von Katharine Carl, Princess Derling, Bland/Backhouse und Isaac Taylor Headland erscheint sie lediglich als die Kaiserin oder die junge Kaiserin (the young Empress, im Gegensatz zur Kaiserinwitwe Cixi). Vor ihrer Witwenzeit ist anscheinend nur ein Dokument über sie bekannt, das mit einem Namen versehen ist: eine Plakette recto mit ihrem Porträt, das sie als Tochter von Guixiang im 21. Lebensjahr bezeichnet, die zur Kaiserin ernannt worden ist, und verso den Namen Xige (喜格, deutsch etwa Glücksfall) trägt. Als Kaiserinwitwe erhielt sie den Ehrennamen Longyu, posthum wurde sie als Kaiserin Xiaoding-Jing (孝定景皇后, Kurzform) geehrt.

## Heirat, Kaiserin
Cixi bestimmte 1888 für ihren Neffen und Adoptivsohn, den Guangxu-Kaiser, die 20-jährige Tochter eines ihrer Brüder zur Kaiserin und zwei junge Frauen aus dem Tatara-Clan zu Konkubinen, Jin Fei (1873–1924) und Zhen Fei (Pearl Concubine, 1876–1900). Der Kaiser war also ein Vetter der Kaiserin. Sicherlich beabsichtigte Cixi mit der Heirat, die Stellung ihrer Familie weiter zu stärken, denn sie war mit dem Kaiserhaus nicht eng verwandt. Am 26. Februar 1889 zog das Kaiserpaar feierlich durch das Südtor in den Kaiserpalast ein. Guangxu übernahm nun selbst die Regentschaft, die bis dahin die Kaiserinwitwe für ihn ausgeübt hatte. Es wurde teilweise als böses Omen gedeutet, dass das Tor, durch das sonst nur der Kaiser in die Verbotene Stadt einziehen durfte, kurz zuvor durch einen Brand zerstört und durch eine Attrappe ersetzt worden war. Dass die Kaiserinwitwe Guangxu durch die Kaiserin gezielt bespitzeln ließ, ist unwahrscheinlich, schon weil das Kaiserpaar durch die Etikette und die Vorschriften nur eingeschränkten Kontakt miteinander hatte. Allerdings stellte sich heraus, dass Guangxu impotent war und somit keine Kinder haben konnte. Nach im Wesentlichen übereinstimmenden Berichten soll er sich am meisten zur Zhen-Konkubine hingezogen gefühlt und Abneigung gegenüber der Kaiserin gezeigt haben.

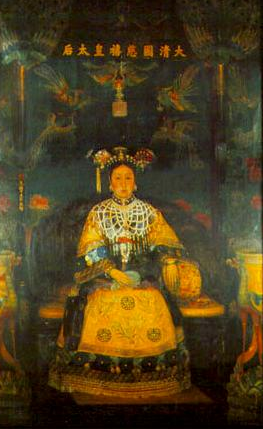
Katharine Carl: Kaiserinwitwe Cixi

Der Kaiserin unterstand nun offiziell der Harem (es lebten noch einige Nebenfrauen der vorherigen Kaiser Xianfeng und Tongzhi) wie auch die dazugehörigen Eunuchen und sonstigen Bediensteten, aber natürlich nicht die Kaiserinwitwe mit ihrem Haushalt; diese mischte sich aber nicht in die Angelegenheiten des Harems ein. Andererseits trat die Kaiserin gemäß dem Hofzeremoniell kaum öffentlich in Erscheinung, und der Kaiser beriet sich mit ihr auch wohl nicht in Fragen der Politik. Cixis Einfluss während der Selbstherrschaft Guangxus ist nicht klar zu bestimmen. Sie verlangte wahrscheinlich, dass der Kaiser wichtige Angelegenheiten mit ihr besprach, und erwartete, dass er ihren Rat zumindest bedachte. Aber auch andere einflussreiche Personen am Kaiserhof versuchten Einfluss zu nehmen: der Große Rat, sonstige Berater wie der Großtutor Weng Tonghe, Prinz Chun, Prinz Gong und andere. Die Krise des Kaiserreiches verschärfte sich noch einmal wesentlich, als es nach der Niederlage im Japanisch-chinesischen Krieg 1894/95 endgültig seine Vorherrschaft in Asien verlor und der Druck des Westens auf das Land weiter zunahm. Dem versuchte Guangxu 1898 durch die Hundert-Tage-Reform Einhalt zu gebieten, aber die übereilt ergangenen Erlasse stießen auf den Widerstand der konservativen Kreise am Hof und wohl auch der Kaiserinwitwe. Guangxu musste einwilligen, dass Cixi erneut Regentin wurde; er wurde unter Hausarrest gestellt, wenig später auch die Konkubine Zhen, nicht aber die Kaiserin und die Konkubine Jin.
Während des Boxeraufstandes im Sommer 1900 floh der Hof nach Xi’an in der Provinz Shaanxi vor den Truppen der alliierten Westmächte. Zhen wurde zurückgelassen und von Eunuchen umgebracht oder beging Selbstmord. Die kaiserlichen Paläste wurden geplündert, teilweise trotz des Verbots durch einzelne Kommandeure. Als der Kaiserhof im Januar 1902 in die Verbotene Stadt zurückkehrte, änderte sich das Verhalten von Cixi gegenüber den Westlern grundlegend. Ausländer erhielten nun vermehrt Zutritt zum Kaiserpalast, wie etwa 1903/04 die Malerin Katharine Carl, die ein Porträt von Cixi in Öl anfertigte, oder Der Ling, die am Hof zwischen 1903 und 1905 als Übersetzerin tätig war. Der Missionar Headland, dessen Frau Ärztin war und die Frauen am Kaiserhof behandelte, berichtet, dass die Kaiserin unscheinbar, sehr schlank, mit schlechten Zähnen, bucklig und wenig selbstbewusst gewesen sei. Chang übernimmt diese Beschreibung. Dies stimmt überhaupt nicht mit den Schilderungen von Carl und Der Ling überein. Nach einer Beschreibung ihrer Gestalt beschreibt Carl ihre Persönlichkeit:

„Sie [die Kaiserin] hat eine sanfte Würde, angenehme Manieren und einen liebenswerten Charakter, aber manchmal haben ihre Augen einen Ausdruck duldender Resignation, der anrührend ist. Ich möchte nicht sagen, dass sie große Tatkraft besitzt, ist sie doch taktvoll zurückhaltend; aber als Ihre Majestät, die Kaiserinwitwe im Ruhestand lebte [zwischen 1889 und 1898], war sie die First Lady am Hof, und sie soll dieses Amt mit großem Geschick ausgefüllt haben. Ihre Würde, ihre perfekte Erziehung und ihre natürliche Freundlichkeit würden das bestätigen.“

Dass sie den Hof im Hintergrund effektiv geleitet hat, bestätigt Der Ling, die als Übersetzerin in den Hofstaat aufgenommen wurde und die Abläufe aus nächster Nähe kennenlernte. Die Kaiserin stand morgens als erste auf, teilte den Bediensteten die anstehenden Aufgaben zu, arrangierte die inoffiziellen Termine der Kaiserinwitwe usw. Obwohl sie über die politischen Verhältnisse im Westen durchaus informiert war, hielt sie sich bei offiziellen Terminen im Hintergrund und trat politisch nicht in Erscheinung. Kurz bevor Kaiser Guangxu am 14. November 1908 kinderlos starb (tatsächlich wurde er mit Arsen vergiftet), adoptierte das Kaiserpaar den zweijährigen Puyi; dieser wurde dann zum neuen Kaiser erhoben, als Devise seiner Herrschaft Xuantong festgelegt, sie galt traditionell aber erst ab dem kommenden Jahr 1909. Die Kaiserin wurde zur Kaiserinwitwe und erhielt den Ehrennamen Longyu (隆裕), Cixi zur Kaiseringroßwitwe. Diese starb jedoch bereits einen Tag später.

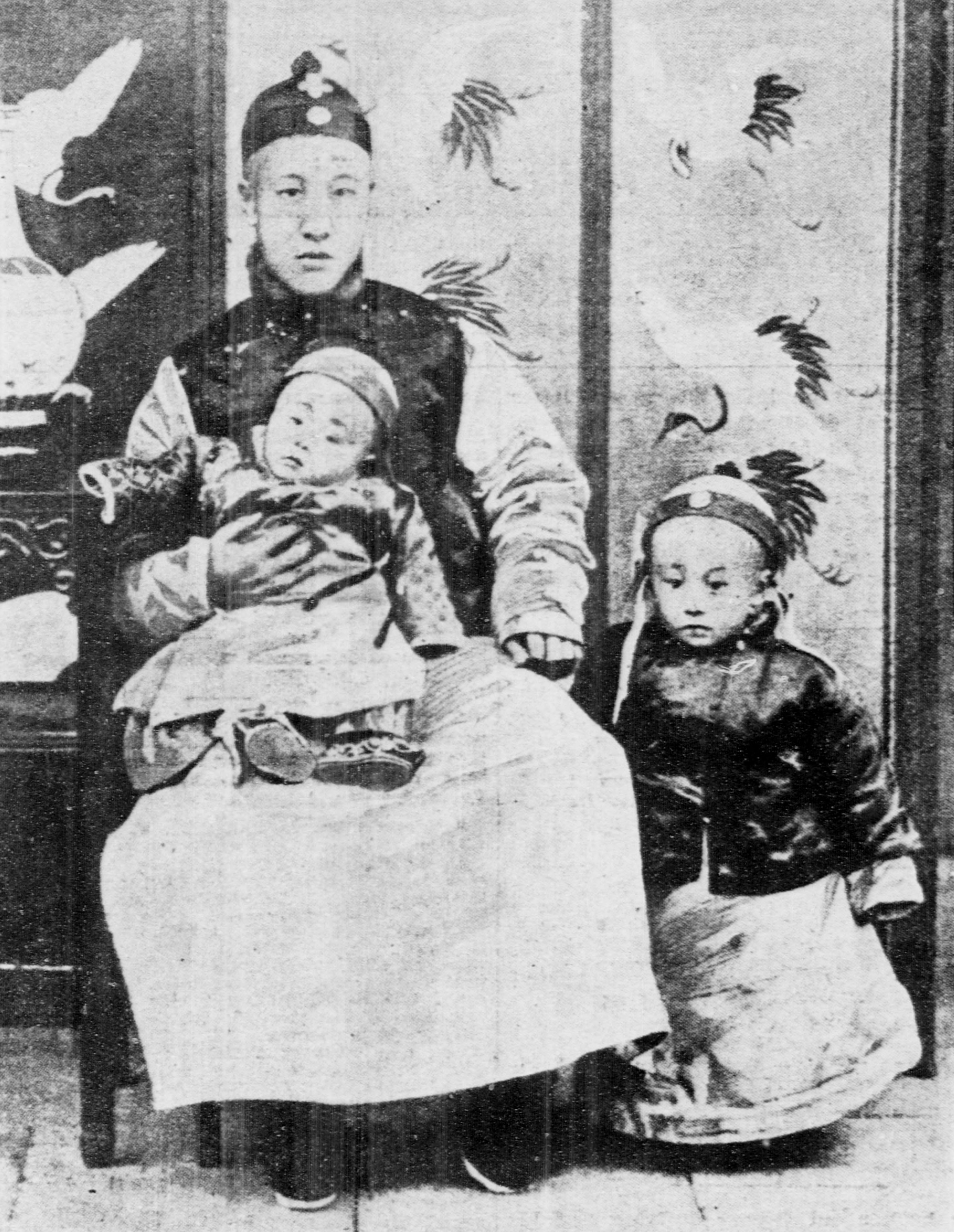
Prinz Chun II. mit Puyi und dessen jüngerem Bruder, 1909

## Regentschaft für Puyi
Die Regentschaft für Xuantong war wohl nicht eindeutig geregelt. Mit Sicherheit wurde Puyis leiblicher Vater Prinz Chun II. zum Regenten ernannt, möglicherweise auch General Yuan Shikai; nach Jung Chang hat Cixi am Tag ihres Todes verfügt, dass Longyu bei wichtigen (auch politischen?) Entscheidungen das letzte Wort haben musste. Puyi schuldete Longyu nach konfuzianischem Herkommen den Respekt des Kindes gegenüber seinen Eltern, weshalb Longyu über das kaiserliche Siegel verfügte, mit dem alle Dekrete des Kaisers beglaubigt werden mussten. Differenzen zwischen Chun und Longyu sind nicht bekannt. Chun moderierte anscheinend geschickt zwischen den konservativen und fortschrittlichen Fraktionen am Hof, sah wohl auch die Notwendigkeit zu weiteren Reformen, aber dem Kaiserhof war die Kontrolle über das Land schon weitgehend entglitten. Am 27. August 1908, also wenige Monate vor Cixis Tod, wurden Richtlinien für eine künftige Verfassung verkündet, die spätestens 1916 in Kraft treten sollte, dem Kaiser aber noch nahezu unumschränkte Macht, weitgehend auch über die Finanzen, gewährte und den Untertanen lediglich das Recht auf freie Meinungsäußerung und den Schutz des Eigentum und der Wohnung sowie vor willkürlicher Verhaftung zugestand. 1909 wurden reichsweite Wahlen zu Provinzialparlamenten abgehalten, in denen zwar die Konstitutionellen Monarchisten eine große Mehrheit erringen konnten, die aber radikalen Reformern neben der Presse eine weitere Bühne boten, ihre Forderungen zu artikulieren. Die Provinzialparlamente sollten 100 Abgeordnete für ein nationales Parlament in Peking wählen, weitere 100 der Kaiserhof. Anstelle des Großen Rates gab es nun ein erstes Kabinett im Sinne des europäischen Verfassungsrechts mit einem Premierminister und zwölf Ministern, von denen allerdings über die Hälfte Angehörige des Kaiserhauses und nur vier Han-Chinesen waren. Das Parlament drang auf eine stärkere Mitwirkung des Parlaments, die erst die Neunzehn Artikel vom 13. September 1911 vorsahen. Aufgaben, Rechte und Pflichten der Beamten und der Verwaltung von den Gemeinden aufwärts bis zum Kaiserhof waren nicht festgelegt, was eine Durchsetzung kaiserlicher Politik im ganzen Land erschwerte, wenn nicht faktisch unmöglich machte. Die Folge waren unzählige Revolten und Aufstände im ganzen Land, zwar fast alle regional begrenzt, aber insgesamt bedeuteten sie eine Destabilisierung, die fast zwangsläufig den Sturz der Monarchie zur Folge hatte. Ein Problem war auch, dass es weder eine kaiserliche Armee noch eine kaiserliche Marine gab. Von Beginn an vertraute die Mandschu-Dynastie auf mandschurische und vor allem mongolische Truppen aus Furcht, von einer Han-chinesisch dominierten Armee gestürzt zu werden. Insofern duldeten sie seit dem Taiping-Aufstand Mitte des 19. Jahrhunderts, dass Generäle und Provinzfürsten eigene Truppen aufbauten, von denen das Kaiserhaus glaubte, sie in Krisen gegeneinander ausspielen zu können, eine wichtige Ursache für die Herrschaft der Warlords in den ersten beiden Jahrzehnten der Republik. In diesem Sinn hatte Chun versucht, seine Stellung zu festigen, indem er Yuan und seine Armee nach Henan verbannte. 1911 entzog dieser jedoch den Qing seine Unterstützung und half so Sun Yat-sen, am 1. Januar 1912 die Republik China auszurufen. Wenig später errichtete Yuan faktisch seine eigene Militärdiktatur. Bereits am 6. Dezember 1911 war Chun zurückgetreten und hatte die Regentschaft allein Longyu übertragen.

## Abdankung der Qing, Tod

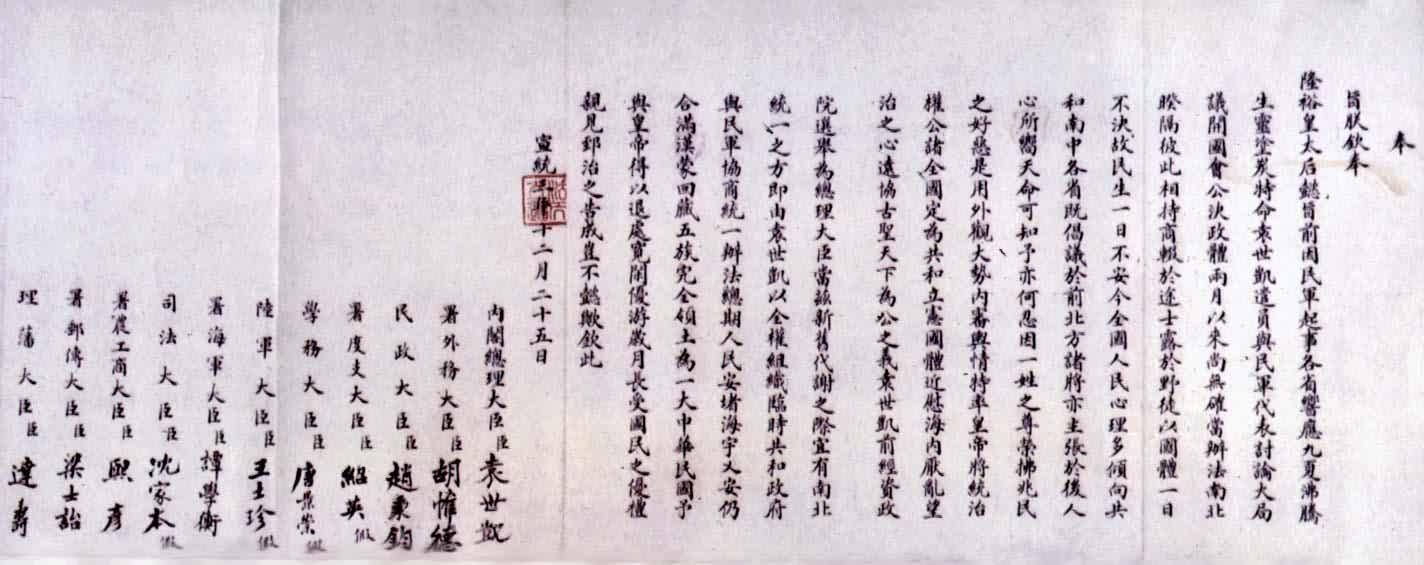
Dekret über die Abdankung der Qing-Dynastie

So war es dann sie, die am 12. Februar 1912 das Kaiserliche Edikt der Abdankung des Qing-Kaisers (清帝退位詔書) siegelte, das Yuan Shikai, inzwischen Premierminister, mit dem kaiserlichen Hof in Peking und den Republikanern in Südchina ausgehandelt hatte. Im Namen des Kaisers übertrug sie „die herrschaftliche Macht auf das gesamte Land, das nun gemäß der Verfassung eine Republik ist“.
Puyi meinte 50 Jahre später, sich in seiner Autobiografie so an das Treffen zwischen Longyu und Yuan zu erinnern:

„Die Kaiserinwitwe saß auf einem Kang (Podest) in einem Nebenraum des Palastes und wischte sich mit einem Taschentuch die Augen, während ein dicker alter Mann (Yuan) vor ihr auf einem roten Kissen kniete und Tränen über sein Gesicht liefen. Ich saß rechts neben der Witwe und fragte mich, warum beide Erwachsenen weinten. Außer uns dreien war niemand im Raum und alles war still; der dicke Mann schnaubte, während er sprach, und ich konnte nicht verstehen, was er sagte… Das war der Zeitpunkt, an dem Yüan die Frage der Abdankung direkt ansprach.“

Gemäß den Artikeln über die günstige Behandlung des Großen Qing-Kaisers nach seiner Abdankung (清帝退位優待條件), die mit der neuen Republik China unterzeichnet wurden, sollte Puyi wie auch die anderen Mitglieder der Familie ihre kaiserlichen Titel behalten, der Kaiser von der Regierung der Republik protokollarisch wie ein ausländischer Monarch behandelt werden. Puyi und der kaiserliche Hof erhielten Wohnrecht sowohl in der nördlichen Hälfte der Verbotenen Stadt (also im ehemaligen Harem) als auch im Sommerpalast. Die Republik gewährte dem kaiserlichen Haushalt eine hohe jährliche Subvention in Höhe von vier Millionen Silbertaels, die jedoch nie vollständig ausgezahlt und nach wenigen Jahren wieder abgeschafft wurde. Puyi, der ja gerade erst sechs Jahre alt geworden war, wurde angeblich nicht über die Abschaffung der Monarchie informiert und soll noch einige Zeit lang geglaubt haben, er sei immer noch Kaiser. Als die Kaiserinwitwe Longyu am 22. Februar 1913 starb, kam Präsident Yuan Shikai in die Verbotene Stadt, um ihr die letzte Ehre zu erweisen. Sie erhielt der Tradition entsprechend ihren porthumen Ehrennamen: Kaiserin Xiaoding Longyu Kuanhui Shenzhe Xietian Baosheng Jing (孝定隆裕寬惠慎哲協天保聖景皇后), kurz Xiaoding-Jing und wurde in den Westlichen Qing-Gräbern bestattet.

### Zeitgenössische Berichte
- Katherine A. Carl: With the Empress Dowager of China. Nash, London u. a. 1906.
- Sarah Pike Conger: Letters from China, with Particular Reference to the Empress Dowager and the Women of China. McClurg & Co., Chicago 1909.
- Isaac Taylor Headland: Court Life in China: the Capital, its Officials, and People. Fleming H. Revell Co., New York usw. o. J. [1905].
- Percy Horace Kent: The Passing of the Manchus. Longmans, Green & Co., New York 1912.
- Princess Der Ling: Two Years in the Forbidden City. Moffat, Yard & Co., New York 1917.

### Sekundärliteratur
- Jung Chang: Kaiserinwitwe Cixi. Die Konkubine, die Chinas Weg in die Moderne ebnete. Blessing, München 2014, ISBN 978-3-89667-418-0.
- Sabine Dabringhaus: Geschichte Chinas 1279–1949, Oldenbourg, München, 3. Aufl. 2015, ISBN 978-3-486-78112-0.
- Heide-Renate Döringer: Cixi. Die letzte Kaiserin auf dem chinesischen Drachenthron. Lebensbild einer außergewöhnlichen Frau. BoD, Norderstedt 2018, ISBN 978-3-7460-0765-6.

- Wolfram Eberhard: Geschichte Chinas. Von den Anfängen bis zur Gegenwart (= Kröners Taschenausgabe. Band 413). 3., erweiterte Auflage. Kröner, Stuttgart 1980, ISBN 3-520-41303-5.
- John King Fairbank: Geschichte des modernen China. 1800–1985 (dtv 4497). (Originaltitel: The Great Chinese Revolution). Übersetzt von Walter Theimer. Deutscher Taschenbuch-Verlag, München 1989, ISBN 3-423-04497-7 (2. Auflage, 9.–12. Tausend. ebenda 1991).
- Klaus Mühlhahn: Geschichte des modernen China von der Qing-Dynastie bis zur Gegenwart. C. H. Beck, München, 2. Aufl. 2022, ISBN 978 3 406 76506 3.
- Sterling Seagrave: Die Konkubine auf dem Drachenthron. Leben und Legende der letzten Kaiserin von China 1835–1908 (= Heyne 01 Allgemeine Reihe 9388). Heyne, München 1994, ISBN 3-453-08202-8.
- Jonathan D. Spence: Chinas Weg in die Moderne. Hanser, München u. a. 2001, ISBN 3-446-16284-4.
- Marina Warner: Die Kaiserin auf dem Drachenthron. Leben und Welt der chinesischen Kaiserinwitwe Tz'u-hsi. 1835–1908. Ploetz, Würzburg 1974, ISBN 3-87640-061-9.